# Sergio Livingstone
Sergio Roberto Livingstone Pohlhammer (26. března 1920, Santiago de Chile - 11. září 2012, Santiago de Chile) byl chilský fotbalista.
Hrál na postu brankáře, především za CD Universidad Católica. Byl na MS 1950.

## Hráčská kariéra
Sergio Livingstone hrál na postu brankáře za Universidad Católica, Racing Club a Colo-Colo.
Za Chile chytal 52 zápasů. Byl na MS 1950.

## Úspěchy
Universidad Católica
- Chilská liga: 1949, 1954